# Гейе, Андре
Андре Гейе (фр. André Gueye; род. 5 января 1967, Фадиот, Сенегал) — сенегальский прелат. Епископ Тиеса с 18 января 2013 по 22 февраля 2025. Архиепископ Дакара с 22 февраля 2025. 

## Ранние годы  и образование
Андре Гейе родился 6 января 1967 года в Палло-Юга, департамент Тивауан, Сенегал. Он принял таинство крещения через три месяца после своего рождения, 2 апреля 1967 года, и конфирмацию в возрасте 12 лет, 8 июля 1979 года, в приходе Нотр-Дам-де-л’Аннонсисьон в Мон-Ролане, Сенегал.
С 1973 года по 1979 год он посещал начальную школу в Мон-Ролане. Затем, с 1979 года по 1983 год, он завершил первый цикл среднего образования в малой семинарии Святого Иосифа в Нгасобиле, а затем в октябре 1983 года поступил в среднюю семинарию Тиеса. Затем он завершил второй цикл среднего образования в колледже Святого Гавриила в Тиесе, где в 1986 году получил степень бакалавра со специализацией по классическим дисциплинам.
В 1986 году он поступил в Высшую духовную семинарию Либермана в Себикотане, в Дакаре, а в 1987 году перевелся в духовную семинарию Брина Зигиншора, чтобы изучать философию. Он также в течение трех лет изучал теологию в Риме, в Папском Урбанианском университете.

## Священство
14 декабря 1991 года в Тиесе он был рукоположен в сан диакона. 27 июня 1992 года он был рукоположен в сан священника в соборе Святой Анны в Тиесе, а затем инкардинирован в той же епархии.
После своего священнического рукоположения он занимал несколько должностей. С 1992 года по 1997 год он служил викарием прихода Сент-Круа в Бамбее. С 1997 года по 2000 год он был приходским викарием собора Святой Анны в Тиесе. В 2000 году он стал воскресным викарием собора Святой Анны в Тиесе. С 2004 года он был назначен настоятелем прихода Сент-Круа в Бамбее и занимал эту должность до 2006 года. В то же время, с 2000 года по 2005 год, он учился и получил степень магистра и диплом о продвинутом обучении по философии в Университете Шейха Анты Диопа в Дакаре.
С 2006 года по 2012 год он занимал должность профессора философии в Высшей духовной семинарии Святого Жана-Мари Вианнея в Брине в епархии Зигиншора..

## Епископат
18 января 2013 года папа римский Бенедикт XVI назначил его ординарным епископом епархии Тиеса. 25 мая 2013 года он был рукоположен в сан епископа архиепископом Дакарским кардиналом Теодором-Адриеном Сарром.
22 февраля 2025 года папа римский Франциск назначил его архиепископом Дакара. Таким образом, он стал преемником Бенжамина Ндиайе.